# آن روزهای خوش (فیلم ۱۹۱۴)
آن روزهای خوش (انگلیسی: Those Happy Days) فیلمی کوتاه به کارگردانی راسکو آرباکل محصول سال ۱۹۱۴ کشور ایالات متحده آمریکا است.

## بازیگران
- راسکو آرباکل
- اسلیم سامرویل
- چستر کانکلین
- مینتا دارفی
- مک سوین

- آن روزهای خوش در بانک اطلاعات اینترنتی فیلم‌ها (IMDb)